# Canoa/kayak ai Giochi della XXXI Olimpiade - C2 1000 metri maschile
La gara di velocità C2, 1000 metri, per Rio de Janeiro 2016 si è svolta alla Laguna Rodrigo de Freitas dal 19 al 20 agosto 2016.
La gara è stata vinta dai tedeschi Sebastian Brendel e Jan Vandrey.

## Regolamento della competizione
La competizione prevede due batterie di qualificazione, due semifinali e due finali. I primi classificati in ciascuna batteria accedono direttamente alla finale A, gli altri equipaggi gareggiano nelle semifinali. I primi tre classificati nelle semifinali accedono anch'essi alla finale A, mentre i restanti disputano la finale B, valida solo per i piazzamenti.
L'assegnazione delle medaglie avviene al termine della finale A.

## Programma
Tutti gli orari seguono il fuso orario di Brasilia (UTC-3)
| Data                   | Ora         | Round               |
| ---------------------- | ----------- | ------------------- |
| Venerdì 19 agosto 2016 | 09:21 10:21 | Batterie Semifinali |
| Sabato 20 agosto 2016  | 09:14       | Finale              |

## Risultati
| FA | Qualificato in finale A (per le medaglie)                       |
| FB | Qualificato in finale B (non per le medaglie)                   |
| SF | Qualificato al turno successivo per posizione in qualificazione |

### Batterie

#### Batteria 1
| Pos. | Atleta                           | Paese     | Tempo    | Note |
| ---- | -------------------------------- | --------- | -------- | ---- |
| 1    | Erlon Silva Isaquias Queiroz     | Brasile   | 3'33"269 | FA   |
| 2    | Taras Miščuk Dmytro Jančuk       | Ucraina   | 3'35"284 | SF   |
| 3    | Il'ja Štokalov Il'ja Pervuchin   | Russia    | 3'43"105 | SF   |
| 4    | Martin Marinov Ferenc Szekszárdi | Australia | 4'07"372 | SF   |
| 5    | Mussa Chamaune Joaquim Lobo      | Mozambico | 4'14"002 | SF   |

#### Batteria 2
| Pos. | Atleta                         | Paese      | Tempo    | Note |
| ---- | ------------------------------ | ---------- | -------- | ---- |
| 1    | Sebastian Brendel Jan Vandrey  | Germania   | 3'33"482 | FA   |
| 2    | Jorge Dayán Serguey Torres     | Cuba       | 3'34"939 | SF   |
| 3    | Róbert Mike Henrik Vasbányai   | Ungheria   | 3'35"501 | SF   |
| 4    | Filip Dvořák Jaroslav Radoň    | Rep. Ceca  | 3'36"818 | SF   |
| 5    | Mateusz Kamiński Michał Kudła  | Polonia    | 3'44"717 | SF   |
| 6    | Gerasim Kochnev Serik Mirbekov | Uzbekistan | 4'00"330 | SF   |

### Semifinali

#### Semifinale 1
| Pos. | Atleta                       | Paese     | Tempo    | Note |
| ---- | ---------------------------- | --------- | -------- | ---- |
| 1    | Taras Miščuk Dmytro Jančuk   | Ucraina   | 3'38"384 | FA   |
| 2    | Filip Dvořák Jaroslav Radoň  | Rep. Ceca | 3'42"166 | FA   |
| 3    | Róbert Mike Henrik Vasbányai | Ungheria  | 3'56"126 | FA   |
| 4    | Mussa Chamaune Joaquim Lobo  | Mozambico | 4'23"965 | FB   |

#### Semifinale 2
| Pos. | Atleta                           | Paese      | Tempo    | Note |
| ---- | -------------------------------- | ---------- | -------- | ---- |
| 1    | Jorge Dayán Serguey Torres       | Cuba       | 3'40"192 | FA   |
| 2    | Gerasim Kochnev Serik Mirbekov   | Uzbekistan | 3'40"772 | FA   |
| 3    | Il'ja Štokalov Il'ja Pervuchin   | Russia     | 3'42"127 | FA   |
| 4    | Mateusz Kamiński Michał Kudła    | Polonia    | 3'43"467 | FB   |
| 5    | Martin Marinov Ferenc Szekszárdi | Australia  | 4'13"754 | FB   |

### Finali

#### Finale B
| Pos. | Atleta                           | Paese     | Tempo    | Note |
| ---- | -------------------------------- | --------- | -------- | ---- |
| 1    | Mateusz Kamiński Michał Kudła    | Polonia   | 3'52"964 |      |
| 2    | Martin Marinov Ferenc Szekszárdi | Australia | 4'10"238 |      |
| 3    | Mussa Chamaune Joaquim Lobo      | Mozambico | 4'38"732 |      |

#### Finale A
| Pos. | Atleta                         | Paese      | Tempo    | Note |
| ---- | ------------------------------ | ---------- | -------- | ---- |
|      | Sebastian Brendel Jan Vandrey  | Germania   | 3'43"912 |      |
|      | Erlon Silva Isaquias Queiroz   | Brasile    | 3'44"819 |      |
|      | Taras Miščuk Dmytro Jančuk     | Ucraina    | 3'45"949 |      |
| 4    | Róbert Mike Henrik Vasbányai   | Ungheria   | 3'46"198 |      |
| 5    | Il'ja Štokalov Il'ja Pervuchin | Russia     | 3'46"776 |      |
| 6    | Jorge Dayán Serguey Torres     | Cuba       | 3'48"133 |      |
| 7    | Filip Dvořák Jaroslav Radoň    | Rep. Ceca  | 3'49"352 |      |
| 8    | Gerasim Kochnev Serik Mirbekov | Uzbekistan | 3'52"920 |      |